# متیو فورمستون
متیو فورمستون (انگلیسی: Matthew Formston؛ زادهٔ ۲۱ ژوئیهٔ ۱۹۷۸) ورزشکار اهل استرالیا است.
وی در مسابقات کشوری و بین‌المللی در مجموع برندهٔ ۱ مدال طلا، ۱ مدال نقره شده‌است.